# Urvaší

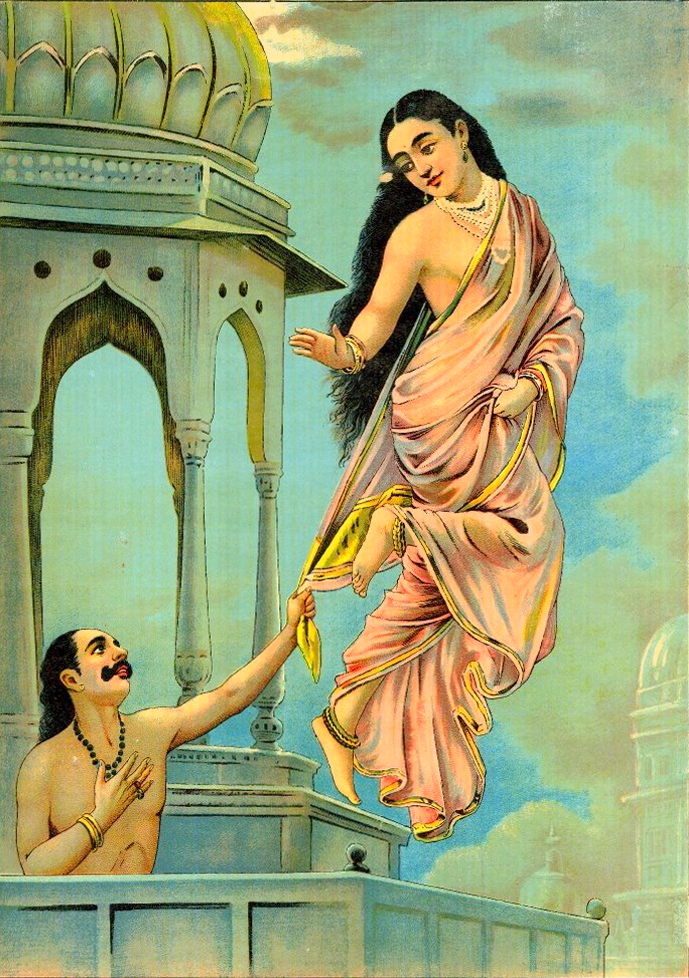
Urvaší a Purúvaras na malbě Radži Ravi Varmy, počátek 20. století

Urvaší je v hinduistické mytologii apsaras, nebeská nymfa. Se smrtelníkem Purúvarasem zplodila zakladatele lunární dynastie. Příběh lásky jí a jejího manžela byl zpracován Kálidásou v dramatu Vikramórvašíjam „Vikrama a Urvaší“
Urvaší je jedinou apsarasou, která je zmiňována již v Rgvédu a to třikrát. V hymnu 5.41 je vzýváná společně s Ilou, bohyní skotu, která je v pozdějších textech matkou jejího manžela Purúvarasem a v hymnu 7.33 se rši Vasištha rodí z touhy Mitry-Varuny po ní. V pozdním a nejasném hymnu 10.95, který má podobu jejího dialogu s jejím manželem Purúvarasem, je popisována jako vodní povahy (apjá), naplňující povětří a překračující prostor. Uvádí také že strávila mezi lidmi čtyři podzimy a dožaduje se návratu na nebesa. Žádosti jak se zdá není vyhověno, ale Purúvarasovi je slíbeno potomstvo, které bude obětovat bohům, a blaženost na nebesích.
Obsah posledního z hymnů je rozvinut to příběhu v Šatapatha bráhmaně, snad částečně vzniklém neporozuměním původnímu textu. V tomto mýtu si Urvaší bere Purúvarase s podmínkou že ho nikdy nesmí spatřit nahého, ta je však porušena když se ho gandharvové rozhodnout překvapit nočním rámusem, což vedlo k tomu že vyskočil z postele a jeho manželka ho viděla nahého. Urvaší poté zmizela v záblesku světla a když jí Purúvaras nakonec nalezl uviděl jí plavající v lotosu s ostatními apsarasami v podobě vodního ptáka. Urvaší svému manželovi poté slíbila že se s ním setká o rok později a při této příležitosti z něj navíc gandharvové učiní jedno z nich.
Podle dalších verzí se Urvaší zrodila z květu, který si na stehno (úru) přiložil rši Nárájana, kterého se Indra pokoušel svést z cesty askeze krásou apsaras. Právě zrozená Urvaší svoji krásou ostatní nebešťanky zastínila a ty se daly na ústup. Její krása také měla vést k poluci Mitry a Varuny, která vedla k zrození ršiů Vasišthy a Agastji. Bohové ji pak z pomsty prokleli ke zrození v lidské podobě, v které se zamilovala do Purúvarase.